# Pseudanaesthetis langana
Pseudanaesthetis langana is een keversoort uit de familie boktorren (Cerambycidae). De wetenschappelijke naam van de soort is voor het eerst geldig gepubliceerd in 1922 door Pic.